# Ифигения Дидаскалу
Ифигения Дидаскалу (на гръцки: Ιφιγένεια Διδασκάλου) е гръцка поетеса, фолклористка, музикална и литературна критичка и оперна певица. Деятелка е в културни и социални организации и публикува статии в много списания и вестници. Нейни стихове са преведени на редица езици.

## Биография

### Начални години
Родена е в 1916 година в големия македонски град Костур. След като завършва университета в Калитеа, Дидаскалу завършва сопрано в Държавната консерватория в Солун. От ранни години живее в Солун и постепенно става известна в поетичните и писателските кръгове като цяло в града.

### Литературна, музикална и културна дейност
Ифигения Дидаскалу публикува много статии във вестници, списания и редица литературни издания. Развива голяма културна и писателска дейност в Солун, поддържайки високо качество. Наред с множествно публикувани творби на Дидаскалу, тя е лектор на много културни събития, както в Солун, така и в различни градове в Егейска Македония. Освен това участва като критик в комисиите на литературни и други художествени награди, както и взима дейно участие в дейността на културни и благотворителни организации в Солун.
Води радио предаване, засягащо предимно фолклорни и музикални теми. Дидаскалу участва като оперна певица (сопрано) в концерти и различни постановки в Кралския театър в Солун, в театъра на Обществото за македонски изследвания и други.

### Отличия
В 1997 г. той е удостоена с отличие за приноса си към запазване и популяризиране на фолклора и културата на Егейска Македония от Атинската академия на науките. В последвалите години години Ифигения е наградена и от Солунската община в 2009 година, и от Костурската община в 2010 година.

## Творчество
Сред произведенията на Дидаскалу са:
Стихосбирки
- „Άνθινες ώρες“, εκδ. Τέχνη, 1958, σσ. 45
- „Λυρικός Αμφορέας“, εκδ. Κουσκουράς, 1960, σσ. 31
- „Μνήμες και παρουσίες“, εκδ. Νικολαΐδης, 1964, σσ. 41
- „Παράθυρο στον ουρανό“, εκδ. Νικολαΐδης, 1966, σσ. 42
- „Χρονικά“, εκδ. Αγροτικαί Συνεταιριστικαί, 1969, σσ. 28
- „Ελεγείο στον πατέρα“, 1976 (Α' Μομφερράτειο Βραβείο Αθηνών, 1977)
- „Σε τόνο προσωπικό“, 1982

Проза
- „Καστοριανά“ (етнография), εκδ. Τέχνη, 1959, σσ. 119
- „Απλός κόσμος: διηγήματα“, εκδ. Νικολαϊδης, 1963, σσ. 86
- „Στα χρόνια του Μακεδονικού Αγώνα“ (разкази), 1989

Проучвания
- „Το δημοτικό τραγούδι της Καστοριάς“, Σειρά Μακεδονική Εστία 2, Αθήνα: Μακεδονική Εστία, 1963 (Α' Βραβείο Λασκαρίδειου Διαγωνισμού, 1962)
- „Ο ποιητής Τάκης Γκοσιόπουλος“, 1968
- „Καστοριά, πατρίδα μου“ (фолклор), 1976
- „Τόποι και τραγούδια της Μακεδονίας“ (антология), 1976
- „Η γυναίκα της Πίνδου“, Θεσσαλονίκη: Μακεδονική Φιλεκπαιδευτική Αδελφότης, 1975
- „Η πρώτη εγκυκλοπαίδεια της Θεσσαλονίκης Θ. Κοντέου και ο Γενικός Διευθυντής της λογοτέχνης και κριτικός Τάκης Π. Γκοσιόπουλος“, [Μελέτη, Έρευνα], Θεσσαλονίκη: [неизвестно], 1983, σ. 39
- „Μια γνωριμία με τον ποιητή Τάκη Γκοσιόπουλο, Παρουσίαση“, Θεσσαλονίκη: [неизвестно], 1984
- „Ιστορίες και παραδόσεις της Μακεδονίας“, Θεσσαλονίκη: Ζattas Publications, 2010

Други
- „Από την πολιτιστική ανάπτυξη της δυτικής Μακεδονίας“, Σειρά Πανδυτικομακεδονικό Συνέδριο 1, Θεσσαλονίκη: Ομοσπονδία Δυτικομακεδονικών Σωματείων Θεσσαλονίκης, 1987